# Morinaga (prince)
Pour les articles homonymes, voir Morinaga.
Le prince Morinaga (護良親王, Morinaga shinnō 1308 - 12 août 1335), est un des fils de l'empereur Go-Daigo et un des acteurs majeurs de la restauration de Kemmu. Une autre lecture des caractères de son nom est Moriyoshi. Il est également appelé Ōtō no miya (大塔宮, Ōtō no miya, 宮, miya signifiant « maison princière » et pouvant être vu comme un équivalent à la particule nobiliaire « de ») en référence à son lieu de résidence dans la "Grande Pagode" (大塔, Ōtō) de la secte bouddhique Tendai.

## Biographie
Sur la demande de son père qui cherche à s'assurer le soutien des milieux ecclésiastiques, il devient moine en 1326 dans la secte bouddhique Tendai en prenant le nom de Sonun (尊雲, Sonun), il gravit rapidement les échelons et devient le patriarche (座主, zasu) de la secte dès 1327.
En 1331, il prend la tête des « moines-guerriers », sōhei, de la secte pour soutenir le combat de son père contre le shogunat de Kamakura. Ce premier soulèvement est un échec, le prince ne devant sa fuite face aux troupes du Bakufu que grâce à la résistance de Kusunoki Masashige au château d'Akasaka.
En 1332, il quitte les ordres pour redevenir laïc et prend le nom de Morinaga (ou Moriyoshi selon la lecture) sous lequel il est le plus connu. Il s'emploie alors à renforcer la puissance de l'armée impériale(官兵, kanpei) en n'hésitant pas à convertir à sa cause ceux (guerriers ou monastères) qui jusqu'alors étaient attachés au Bakufu. Il en appelle à une coalition, voire à une croisade, contre ces « Barbares de l'Est » (東の夷, azuma no i) que sont pour lui les Hōjō et leur descendance. Le XIVe siècle japonais, avec sa confusion de plus en plus forte des sphères d'influence du pouvoir impérial et du Bakufu, est propice à ce relâchement des fidélités des guerriers au shogunat qui permet à la Maison impériale de regagner une force militaire conséquente. Morinaga réussit ainsi à réunir de nombreux guerriers, en particulier des akutō, ces membres de bandes de brigands qui infestaient le Japon de l'époque, mais aussi de talentueux soldats comme Kusunoki Masashige, Ashikaga Takauji ou encore Nitta Yoshisada.
À partir de 1333 et du renversement du Bakufu de Kamakura, il devient le premier seii-tai-shōgun de la restauration de Kemmu. Mais sa rivalité avec Ashikaga Takauji pour le contrôle réel de l'appareil militaire va provoquer sa chute. En juin 1334, une rumeur parvient à Takauji sur un possible complot fomenté contre lui par un certain nombre de proches de l'empereur dont Morinaga. Bien qu'aucune n'est lancée, Takauji saisit l'occasion pour se plaindre à l'empereur qui se défausse sur son fils, le prince Morinaga. Ce dernier est finalement emprisonné et livré à Takauji qui l'expédie à Kamakura sous la garde de son frère Ashikaga Tadayoshi. Il est exécuté en août 1335 au cours des troubles de l'ère Nakasendai (中先代の乱, Nakasendai no ran, 1335) et la rébellion de partisans des Hōjō, sur l'ordre de Tadayoshi qui craint le ralliement du prince aux insurgés.
Le comportement de son père semble avoir profondément affecté le prince Morinaga. Selon le Baishō-ron, Morinaga détestait bien plus son père pour sa trahison que ses adversaires pour leur inimitié.